# Jonesville (Louisiana)
Jonesville is een plaats (town) in de Amerikaanse staat Louisiana, en valt bestuurlijk gezien onder Catahoula Parish.

## Demografie
Bij de volkstelling in 2000 werd het aantal inwoners vastgesteld op 2469.
In 2006 is het aantal inwoners door het United States Census Bureau geschat op 2340, een daling van 129 (-5,2%).

## Geografie
Volgens het United States Census Bureau beslaat de plaats een oppervlakte van 5,0 km², geheel bestaande uit land. De plaats ligt aan de Ouachita.

## Plaatsen in de nabije omgeving
De onderstaande figuur toont nabijgelegen plaatsen in een straal van 32 km rond Jonesville.